# Aleksander Kurtna

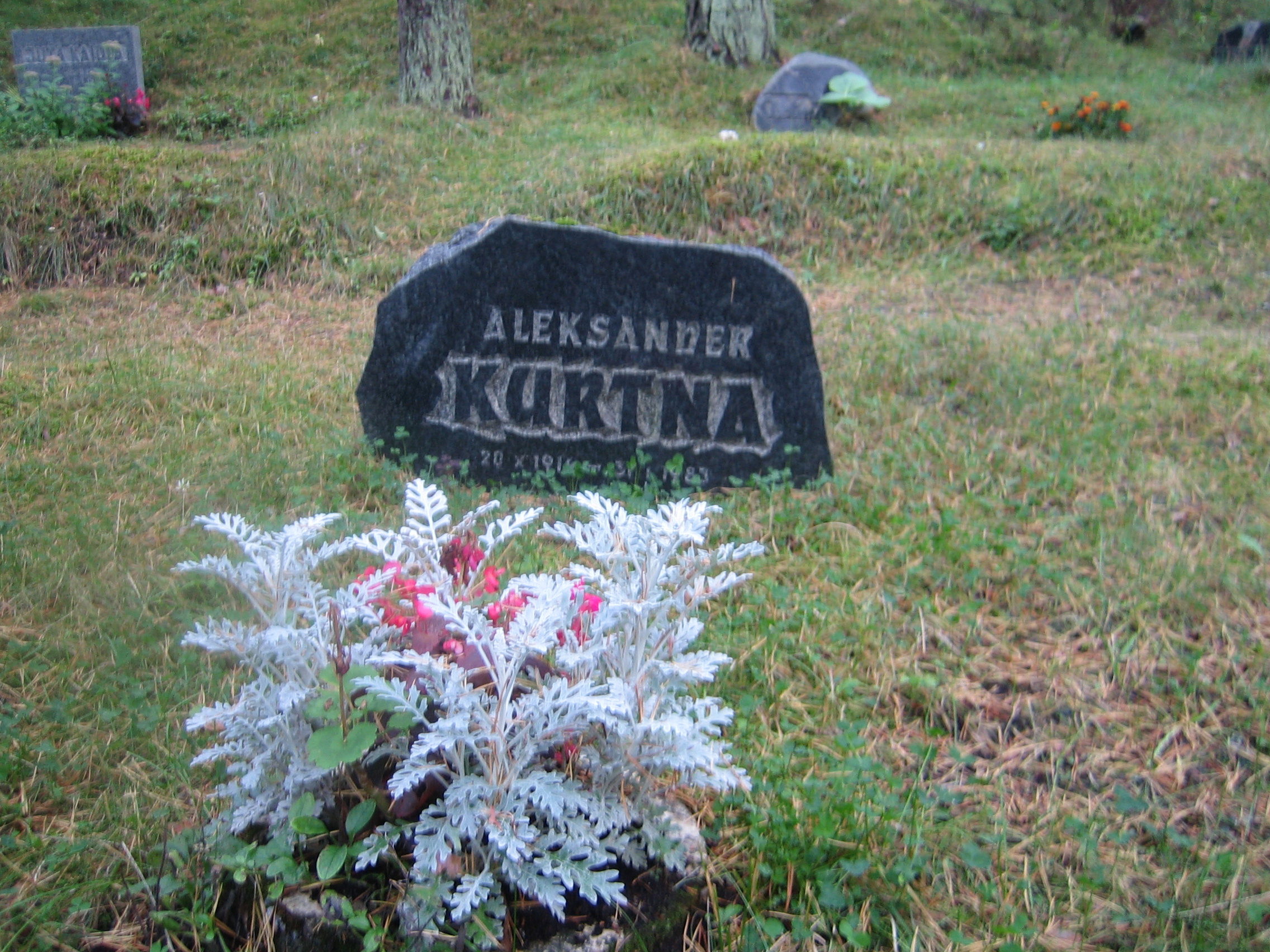
Mormântul lui Aleksander Kurtna

Aleksander Kurtna (născut Kurson) (n. 20 octombrie 1914, Räpina⁠(d), Regiunea Põlva, Estonia – d. 31 ianuarie 1983, Tallin, RSS Estonă, URSS) a fost un traducător și poliglot estonian.

## Biografie
Kurtna s-a născut la Räpina (fiind botezat în biserica ortodoxă din Räpina) într-o familie cu origini mixte. Tatăl său era un estonian luteran, iar mama sa o rusoaică ortodoxă. A urmat școala primară la Kuressaare (1921-1923) și la Valga (1923-1925), apoi gimnaziul la Petseri (1925-1927), Võru (1928-1930) și Petseri (1930-1932) și ulterior Seminarul Teologic din Petseri (1933-1935). În 1935 a primit o bursă pentru a studia la Vatican și a urmat studii pregătitoare la Universitatea din Liov. În 1936 a mers la studii la Colegiul Pontifical Russicum, iar în 1939 a primit o bursă de cercetare în arhivele Vaticanului din partea președintelui republicii Konstantin Päts.
După ce a fost eliberat dintr-un lagăr din Siberia în 1954, Kurtna s-a întors în Estonia și a început să se ocupe cu activitatea literară. Kurtna a murit la 31 ianuarie 1983 și a fost îngropat pe 4 februarie în cimitirul scriitorilor din Tallinn.

### Copilărie
Aleksander Kurtna a crescut într-o familie mixtă estoniano-rusă. Tatăl său, Viktor Alexander Kurson, s-a născut în Viljandimaa Pöögle în 1887, a urmat un colegiu agricol și a lucrat înainte de Primul Război Mondial în Rusia și Estonia ca agronom, administrând o moșie. El a avut gradul de locotenent. Mama lui Aleksander, Eugenia (născută în 1891) a locuit până în 1922, împreună cu familia sa, în Gubernia Tula.
Tatăl lui Aleksander, Viktor, a participat la Primul Război Mondial și a plecat în 1918 în Rusia. Când familia Kurson (redenumită Kurtna în 1935 potrivit normelor estoniene) s-a mutat în Estonia în 1922, Aleksander avea 7 ani și sora sa, Vera, 4 ani. Aleksander, Vera și mama ei erau ortodocși, în timp ce tatăl era luteran. Limba vorbită în casă era probabil limba rusă, deoarece mama sa nu vorbea estoniana. Tatăl lui Viktor, prin contrast, știa să scrie și să vorbească estoniana, rusa și germana. Mai târziu s-au născut alți doi copii în familia Kurtna: Jüri (1923) și Nikolai (1924).

### Activități religioase
Kurtna a urmat studii în perioada 1933-1935 la Seminarul Teologic din Petseri, dorind să devină preot ortodox. În această perioadă a activat în Biserica Ortodoxă Estoniană (EAÕK) și a participat în paralel la slujbe oficiate de Biserica Romano-Catolică. Biserica Romano-Catolică începuse o activitate de misionariat în Estonia, aici stabilindu-se membri ai ordinului iezuit. Relațiile dintre Biserica Ortodoxă Estoniană și Biserica Romano-Catolică erau delicate, marcate de o atitudine critică. Au existat unele convertiri, printre care și cea a lui Kurtna. Kurtna studia la Seminarul Teologic din Petseri, dar își dorea să studieze la Roma pentru a deveni preot catolic. În același an (1935) Kurtna se afla în Polonia pentru a urma cursurile seminarului din Dubno. În 1936 conducerea Ordinului Iezuit l-a chemat pe Kurtna la Roma și i-a oferit o bursă pentru a studia la Colegiul Pontifical Russicum. În 1940 Kurtna nu fusese acceptat încă în Ordinul Iezuit, deoarece tânărul nu avea o dorință interioară de a deveni preot. Se crede că Kurtna a trăit în perioada 1939-1942 la Vatican.

### Spionaj
Jurnalistul Pekka Erelt susține că Aleksander Kurtna a activat în timpului celui de-al Doilea Război Mondial ca spion sovietic și apoi german. Când Estonia a fost ocupată în 1940, Kurtna s-a alăturat rețelei de spioni sovietici, fiind finanțat de Academia de științe a URSS. Din vara anului 1941 până în iunie 1942 a lucrat pentru germani.
"Being a multi-master, servant, he really betrayed them all. You might think that he kind of enjoyed this great game of combinations." La 30 iunie 1942 Kurtna a fost arestat și trimis la 15 august 1943 în fața unui tribunal militar. În perioada 1944–1954 a fost deținut în lagărul din Norilsk (Siberia). Pekka Erelt a scris: „a avut un număr mare de stăpâni, dar i-a trădat pe toți. S-ar putea crede că acesta a fost un mare joc de combinații".

### Traduceri
După eliberarea din captivitate, Kurtna s-a dedicat activității de traducător. Aleksander Kurtna a tradus în limba estoniană mai multe poezii, drame, proze și romane din literatura clasică. Printre autorii traduși se numără Friedrich Dürrenmatt, Luigi Pirandello, Dante Alighieri, Bolesław Prus, Sławomir Mrożek, Giordano Bruno, Eugène Ionesco, Miguel de Cervantes Saavedra și mulți alții. Kurtna cunoștea perfect mai multe limbi străine precum rusa, ucraineana, poloneza, germana, italiană și latina și înțelegea franceza, engleza, greaca modernă și finlandeza. Potrivit unor surse cunoștea 26 de limbi.

## Premiul Aleksander Kurtna
Asociația Teatrală a instituit în 1988 premiul Aleksander Kurtna, la propunerea lui Ülev Aaloe, Paul-Eerik Rummo și Mati Unt. Acesta va fi decernat pentru traducerea de piese de teatru, dintre care cel puțin una trebuie să fie reprezentată pe scenă în același sezon. El omagiază o activitate îndelungată de traducere teatrală, putând fi decernat de mai multe ori. Primul câștigător al premiului a fost Edvin Hiedel. El a fost decernat ulterior lui Ott Ojamaa, Mihkel Mutt, Mati Unt și Ülev Aaloe.

## Fotografii
- Kurtna, Aleksander Rahvusarhiivi fotode andmebaas, Tallinn, 1970, Rosenfeld, Salomon, EFA.357.0-84934
- Kurtna, Aleksander Rahvusarhiivi fotode andmebaas, Tallinn, 1970, Rosenfeld, Salomon, EFA.357.0-84935
- Kurtna, Aleksander Rahvusarhiivi fotode andmebaas, Tallinn, 1970, Rosenfeld, Salomon, EFA.357.0-84936